# Гайреттепе
Гайреттепе (тур. Gayrettepe) — станция Стамбульского метрополитена, расположенная на Линии 2 между станциями Шишли и Левент.
Открыта 16 сентября 2000 года в составе участка Таксим-Левент .
Рядом со станцией находится крупный торговый центр «Зорлу».

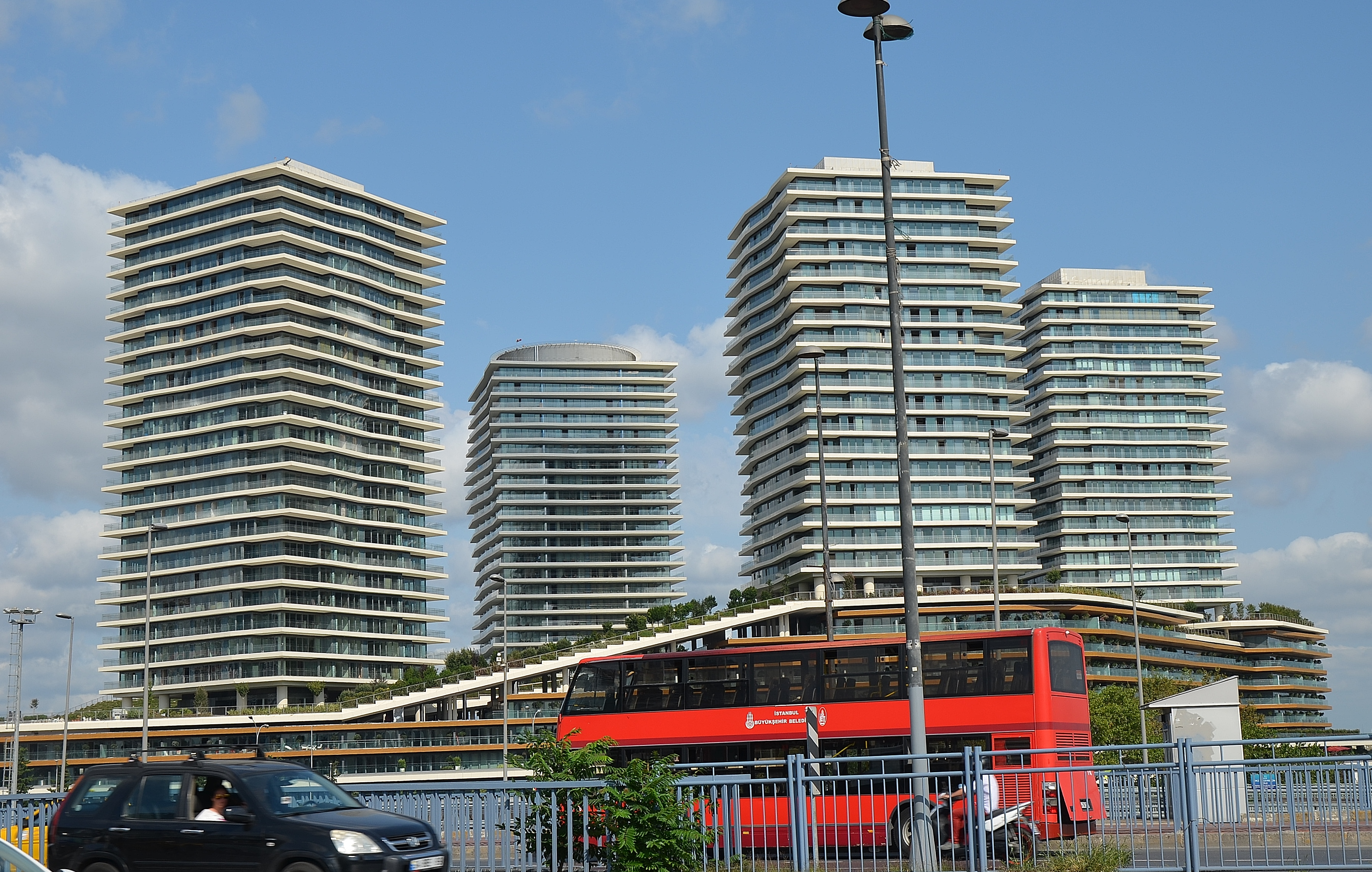
Торговый центр «Зорлу» при выходе из станции метро.

С января  2024 имеет пересадку на ветку к третьему аэропорту Стамбула (открыт в 2018), в планах имевшую условное название «Гайреттепе — Новый Аэропорт» (Gayrettepe — İstanbul Yeni Havalimanı). Вторая станция «Гайреттепе» открылась 29 января 2024, став новой конечной на линии 11 после «Кагытхане».
|                           | Юг                                     | ← по направлению к Еникапы (Шишли Меджидийкой) |
| платформа островного типа |                                        |                                                |
| Север                     | по направлению к Хаджыосман (Левент) → |                                                |

## Ночное метро
С 30 августа 2019 года в Стамбульском метрополитене организовано ночное движение поездов с интервалом 30 минут с 00.30 - 05.30 с пятницы по понедельник (всего 66 рейсов). Билет купленный в это время продается по двойной цене.